# 대가족 (영화)
《대가족》은 2024년 12월 11일에 개봉예정인 대한민국의 장편 영화이다.

## 줄거리
줄이 끊이지 않는 맛집 사장 무옥(김윤석 분).
승려 선언한 외아들 문석(이승기 분) 때문에 대가 끊기다?
마지막 함씨 가문! 세울 것인가, 무너질 것인가!
자수성가 맛집의 근본, SNS 없던 시절부터 줄 서 먹던 노포 맛집 평만옥의 사장 무옥(김윤석 분)은 대를 이을 줄 알았던 외아들 문석이 승려가 되어 출가한 이후 근심이 깊어 간다.
자신의 대에서 끊겨버릴 예정인 가문을 걱정하던 가운데
어느 날, 평만옥에 문석이 자신의 아빠라며 방문한 어린 손님들!
끊길 줄 알았던 가문의 대를 잇게 생긴 무옥은 난생 처음 맛보는 행복을 느끼고 문석은 승려가 되기 이전의 과거를 되짚다 그만 충격적인 사실을 알게 되는데…

## 캐스팅

### 주연
- 김윤석 : 함무옥 역 - 문석의 아버지, 만둣집 평만옥 주인

- 이승기 : 함문석 역 - 무옥의 아들, 엘리트 의대생에서 절의 주지스님이 된 인물

- 김성령 : 방 여사 - 평만옥의 총지배인

- 박수영 : 인행스님 역 - 주지스님의 수행승

- 강한나 : 한가연 역 - 문석의 전 여자친구

- 김시우 : 민국 역

- 윤채나 : 민선 역

### 조연
- 서범준 : 경래 역 - 중국집 배달원
- 심희섭 : 문석의 친구 역
- 길해연 : 원장수녀 역
- 이중현 : 할아버지 역
- 조화진 : 평만옥 직원 역

### 특별출연
- 이순재[1] : 큰 스님 역

## 참고 사항
- 김윤석과 박수영은... 2011년도에 개봉한 영화 《완득이》 이후 13년만에 재회하게 된 작품의 계기가 되었다.
- 오징어 게임으로 알려진 오영수가 출연했으나, 성추행 혐의로 기소 됨에 따라 이순재로 모든 장면을 교체 촬영한다고 제작사가 발표했다. 사실 오영수는 이미 모든 출연 장면의 촬영들을 다 마쳤으나, 성추행 관련으로 재판을 받는 중이었고, 이후 유죄 판결까지 받은 이상 재촬영은 불가피했다.
- 주로 정치적 소재의 영화를 연출했던 양우석 감독의 첫 일상물 연출 작품이다.
- 이승기가 2022년 KBS 연기대상 당시 삭발에 가까운 스타일을 하고 나오면서 "심경의 변화 때문이 아니라, 새 작품에서 맡은 캐릭터에 맞춰서 스타일을 바꾼 것이다."라고 코멘트했는데, 바로 이 작품을 이야기했던 듯 하다.
- 작품 중 방송이 나오는 곳은 마포구 다보빌딩에 있는 불교방송 스튜디오이다.